# 小矢部砺波ジャンクション

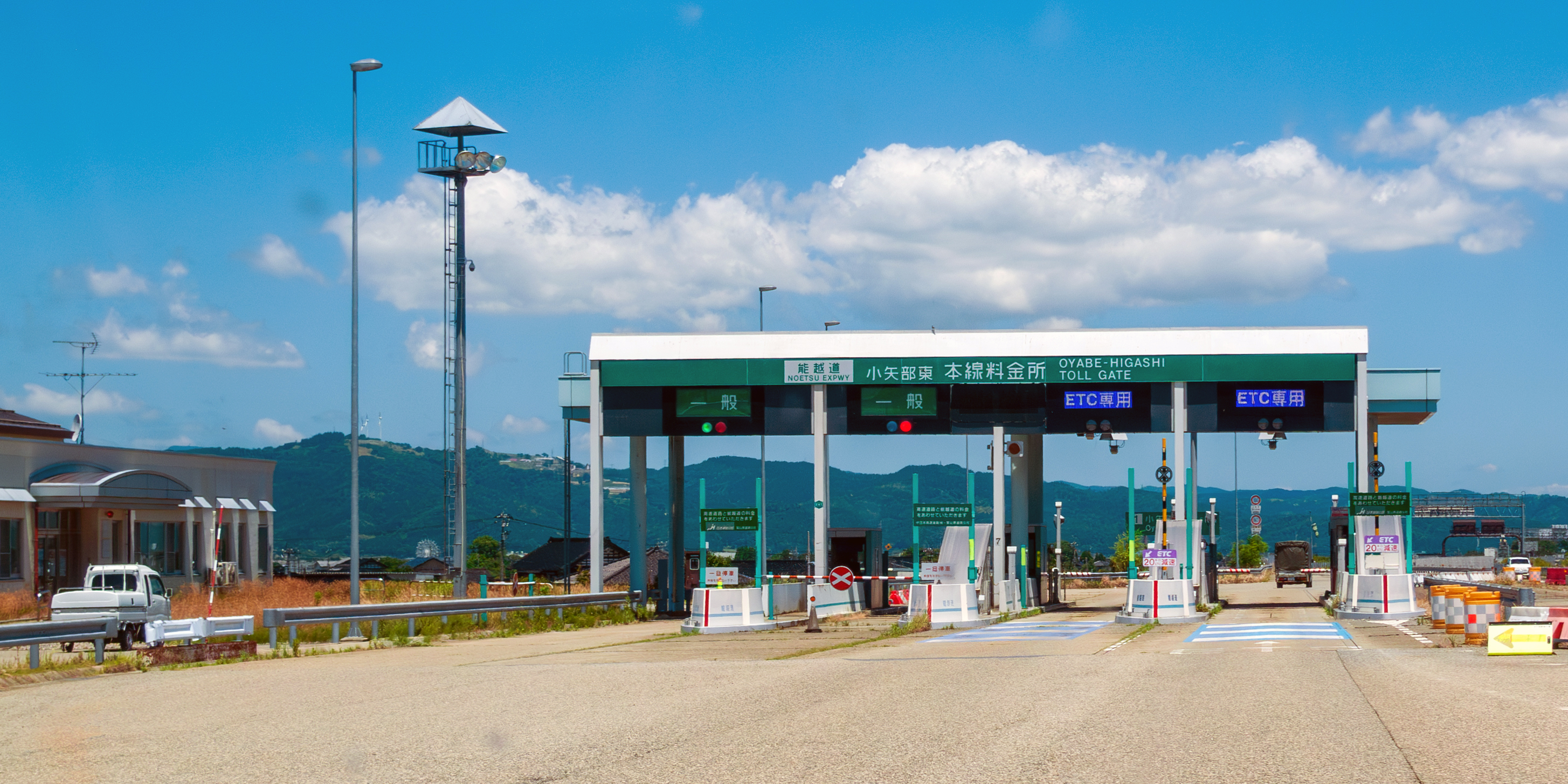
小矢部東本線料金所

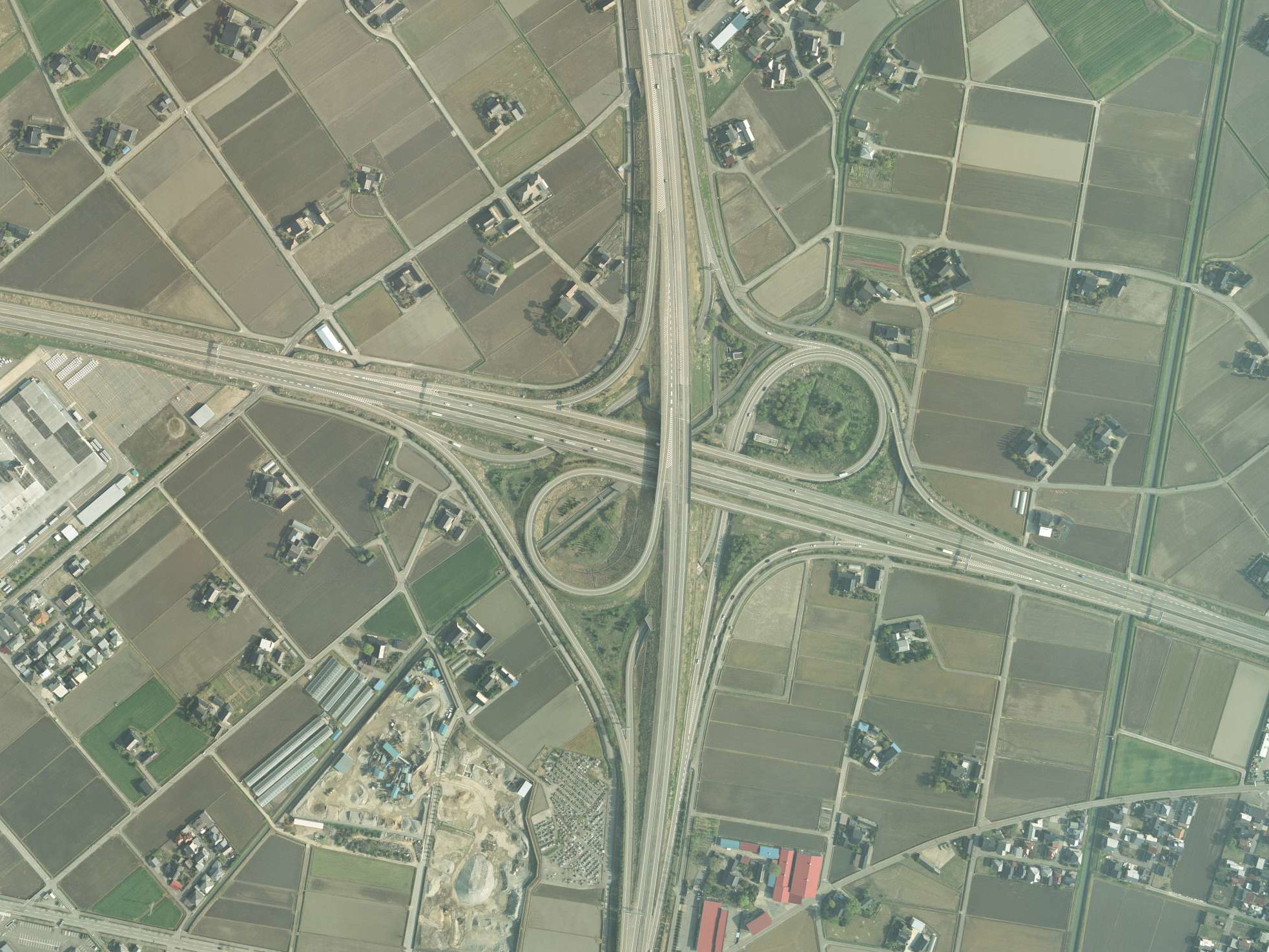
小矢部砺波JCTの空中写真。国土地理院2009年4月撮影。

小矢部砺波ジャンクション（おやべとなみジャンクション）は、富山県小矢部市水島と砺波市鷹栖にまたがって所在する北陸自動車道・東海北陸自動車道・能越自動車道のジャンクション (JCT) である。能越道側の本線上には小矢部東本線料金所が設けられており、北陸道・東海北陸道方面から能越道へ向かう際には、NEXCOの料金と能越道の料金があわせて徴収される。
事業化当初は「砺波JCT」、のちに「小矢部JCT」という仮称となっていたが、当JCTの敷地は小矢部市水島地内・砺波市鷹栖地内にまたがっていることから「小矢部砺波JCT」と名付けられた。また、当JCTのすぐ南西には南砺市の飛地（岩武新）もあり、砺波平野にある3つの市の境界付近に位置している。
当JCTでは一般道との出入りはできないため、隣のインターチェンジ (IC) である北陸道の小矢部IC・砺波IC、東海北陸道の南砺SICまたは福光IC、能越道の小矢部東ICのいずれかを利用することになる。
当JCTは東海北陸道と能越道の終点であるが、高速自動車国道の路線を指定する政令における東海北陸道の終点ならびに一般国道の路線を指定する政令における国道470号（能越道）の終点はいずれも砺波市となっている。

## 歴史
- 1988年（昭和63年）11月10日 - 工事発注[7]。
- 1992年（平成4年）3月28日 - 東海北陸道の福光IC - 当JCT間の開通に伴い供用開始[1][2][3]、北陸自動車道と接続[8][9]。開通当初は暫定2車線での供用[3][10]。
- 1996年（平成8年）3月28日 - 能越道の当JCT - 福岡IC間が開通[11][12]。
- 2021年（令和3年）11月10日 - 東海北陸道の当JCT - 南砺SIC間のうち、延長1.8 kmを4車線化[13][14]。

## 接続する路線
- E8 北陸自動車道（19番）[15]
- E41 東海北陸自動車道[15]
- E41 能越自動車道（高岡砺波道路）[15]

## 隣
E8 北陸自動車道
(18) 小矢部IC - 小矢部川SA - (19) 小矢部砺波JCT - (20) 砺波IC
E41 東海北陸自動車道
(16) 福光IC - (17) 南砺スマートIC - (19) 小矢部砺波JCT
E41 能越自動車道（高岡砺波道路）
(19) 小矢部砺波JCT・小矢部東本線料金所 - (1) 小矢部東IC